# Zálesie (Bratislava)
|  | No s'ha de confondre amb Zálesie (Prešov). |

Zálesie és un poble i municipi d'Eslovàquia que es troba a la regió de Bratislava, a l'extrem occidental del país, prop de la frontera amb Àustria.

## Història
La vila fou fundada el 1940.

## Demografia
| Godina             | 1994 | 2004    | 2014    | 2024    |
| ------------------ | ---- | ------- | ------- | ------- |
| Nombre de persones | 710  | 925     | 1791    | 2297    |
| Diferència         |      | +30,28% | +93,62% | +28,25% |

| Godina             | 2023 | 2024   |
| ------------------ | ---- | ------ |
| Nombre de persones | 2280 | 2297   |
| Diferència         |      | +0,74% |